# شيسابلانا
شيسابلانا (بالإنجليزية: Schesaplana)‏ هو أحد جبال سلسلة سلسلة راتيكون ويقع في كانتون غراوبوندن في سويسرا. يحتل المرتبة رقم 220 في قائمة جبال سويسرا من حيث الارتفاع، إذ يبلغ ارتفاعه حوالي 2965 متر، بينما يبلغ ارتفاع نتوء الجبل 828 متر، هذا وقد سجل أول وصول لقمة الجبل عام 1610.